# Лхакпа Шерпа
Лхакпа Шерпа (також Лакпа) (неп. लाक्पा शेर्पा; нар. 1973) — непальська альпіністка Шерпи. Вона піднялася на Еверест десять разів, більше за будь-яку жінку в світі. У 2000 році вона стала першою непальською жінкою, яка успішно піднялася на Еверест та спустилась. У 2016 році вона була занесена до числа 100 жінок BBC.

## Раннє життя
Лхакпа Шерпа народилася в печері в цьому регіоні і не мала формальної освіти. Вона виросла в Балахарці, селі в Макалу, непальському регіоні Гімалаїв. Вона одна з 11 дітей і сама є матір'ю-одиначкою двох дочок і сина.

## Кар'єра
У 2000 році вона була керівником експедиції, яку організував Азійський трекінг. 18 вересня 2000 року вона стала першою непальською жінкою, яка  успішно піднялася на Еверест і вижила. Цей підйом був проведений з непальською експедицією тисячоліття.
У 2003 році американська PBS відзначила, що вона тричі піднялась на Еверест, найбільше серед жінок. У травні 2003 року вона піднялась на вершину разом із сестрою та братом; Мінг Кіпа та Мінгма Гелу.
До 2007 року Шерпа піднялась на Еверест шість разів з 1999 року, а її чоловік — дев'ять. Того року вони влаштували презентацію про свою подорож на Еверест 2007 року. Джордж і Лхапка піднімались разом на Еверест п'ять разім.
У 2016 році вона піднялась на Еверест із Тибету (Китай), це було сьоме сходження. Президент Асоціації альпіністів, непальська жінка і висотник Майя Шерпа також піднялася на Еверест, але вже з Непалу. Майя Шерпа — ще одна непальська жінка-рекордсменка, яка також підкорила вершину К2.